# Teresów (Zagorzyce)
Teresów – przysiółek wsi Zagorzyce w Polsce, położony w województwie świętokrzyskim, w powiecie pińczowskim, w gminie Pińczów.
W latach 1975–1998 Teresów należał administracyjnie do województwa kieleckiego.